# Alfred Hill
Pour les articles homonymes, voir Hill.
Ne doit pas être confondu avec Alfred Hill (chimiste).
Alfred Francis Hill (Melbourne, 16 décembre 1869 – Sydney, 30 octobre 1960) est un compositeur, chef d'orchestre et enseignant de musique australo-néo-zélandais.

## Biographie
Alfred Hill est né à Melbourne en 1869. Son année de naissance est donnée dans de nombreuses sources comme 1870, mais cela a été réfuté. Il a passé le début de sa vie essentiellement en Nouvelle-Zélande. Il a étudié au Conservatoire de Leipzig entre 1887 et 1891 avec comme professeurs Gustav Schreck, Hans Sitt et Oscar Paul. Plus tard, il a joué comme deuxième violon à l'Orchestre du Gewandhaus de Leipzig, sous la direction de musiciens tels que Brahms, Grieg, Tchaïkovski, Bruch, et Reinecke. À cette époque, certaines de ses compositions ont été jouées par les autres étudiants, et plusieurs ont été publiées en Allemagne. Il s'agit notamment de la Sonate écossaise pour violon et piano.
Hill est retourné en Nouvelle-Zélande, où il a été nommé directeur de la Wellington Orchestral Society. Il a également travaillé en tant que professeur de violon, interprète de musique de chambre, et chef de chœur. Il a mené une action pour la création d'un Conservatoire de musique de Nouvelle-Zélande, et pour la fondation d'un Institut d'études maories à Rotorua. Pendant cette période, il a complété son premier quatuor à cordes, sur les thèmes des Maoris, qui allait plus tard atteindre une certaine notoriété aux États-Unis grâce à sa programmation régulière par le Zoellner Quartet (en) dans la période entourant la Première Guerre mondiale.
En 1897, Hill est revenu en Australie, où il a enseigné pendant un certain nombre d'années. Il a épousé sa première femme, Sarah Brownhill Booth, une Néo-Zélandaise, le 6 octobre 1897 à Paddington, en Nouvelle-Galles du Sud. Ils auront trois enfants, qui ont reçu les noms wagnériens d'Isolde, Tristan et Elsa. Après plusieurs années passées à voyager régulièrement entre l'Australie et la Nouvelle-Zélande, Hill s'installe à Sydney en 1911, devenant ainsi le principal de l'Austral Orchestral College, et l'altiste de l'Austral String Quartet. En 1913, Hill a fondé l’Australian Opera League avec Fritz Hart, dans le cadre d'une tentative pour créer une tradition d'opéra australienne. Hill était également l'un des fondateurs de la Sydney Repertory Theatre Society, et un membre du conseil de fondation (plus tard président) de l'Association musicale de la Nouvelle-Galles du Sud.
En 1915-1916 Hill a cofondé le NSW State Conservatorium of Music et en est devenu son premier professeur de théorie et composition, et plus tard vice-directeur avec Henri Verbrugghen.
En 1921, il a divorcé de sa femme, et le 1er octobre épousé son ancienne élève Mirrie Salomon, également compositrice.
L'Australian Broadcasting Commission a été créée en 1932 et Hill a été membre du Comité consultatif de la Musique de l'ABC.
Il compose et dirige la musique de la pièce The Ship of Heaven de Hugh McCrae (en), qui a été montée par l'Independent Theatre en 1933.
De 1937, Hill se consacre à plein temps à la composition. Il a écrit plus de 500 œuvres, parmi lesquelles 12 symphonies (dont 11 sont des arrangements de quatuors à cordes écrits précédemment) , huit opéras (dont The Weird Flute), de nombreux concertos, une messe, 17 quatuors à cordes et d'autres œuvres de musique de chambre, deux cantates sur des sujets Maoris (Hinemoa et Tawhaki) et 11 autres œuvres chorales, et 72 morceaux de piano.
Un de ses quatuors à cordes, composé en 1945, a été la première œuvre de musique chambre composée par un Australien à être enregistrée.
En 1947, il devient président de la Société des Compositeurs de l'Australie.
Bien que fort oublié de nos jours, il est encore très bien connu des deux côtés de la mer de Tasman pour une courte chanson Waiata Poi, qui a été enregistrée par de nombreux chanteurs, dont Peter Dawson. Son petit morceau pour récitant et orchestre, Green Water, sur un texte de John Wheeler, a été enregistrée au moins deux fois.
Alfred Hill a été fait officier de l'Ordre de l'Empire britannique en 1953 et Compagnon de l'Ordre de Saint-Michel et Saint-Georges en 1960.
En 1959, son 90e anniversaire a été célébré par un concert spécial de sa musique jouée par l'Orchestre symphonique de Sydney sous la direction de Henry Krips. Alfred Hill est mort à l'âge de 90 ans en 1960.

## Discographie
- String Quartets Nos. 5, 6 and 11 (Australian String Quartet) : Marco Polo 8.223746
- String Quartets, Vol. 1 (Dominion String Quartet) – Nos. 1, 2, 3 : Naxos 8.570491
- String Quartets, Vol. 2 (Dominion String Quartet) – Nos. 4, 6, 8 : Naxos 8.572097
- String Quartets, Vol. 3 (Dominion String Quartet) – Nos. 5, 7, 9 : Naxos 8.572446
- String Quartets, Vol. 4 (Dominion String Quartet) – Nos. 10 and 11, Life Quintet : Naxos 8.572844
- String Quartets, Vol. 5 (Dominion String Quartet) – Nos. 12, 13, 14 : Naxos 8.573267
- Symphony No. 2 "Joy of Life" (Adelaide Symphony Orchestra, Adelaide Singers, Patrick Thomas): ABC Classic FM recording
- Symphony Nos 3 and 7, The Lost Hunter, The Moon's Golden Horn (Queensland Symphony Orchestra, Wilfred Lehmann) : Marco Polo 8.223537
- Symphony Nos 4 and 6, The Sacred Mountain (Melbourne Symphony Orchestra, Wilfred Lehmann) : Marco Polo 8.220345
- Symphony Nos 5 and 10, As Night Falls, Tribute to a Musician (Queensland Symphony Orchestra, Wilfred Lehmann) : Marco Polo 8.223538
- Green Water (Peter Munro, narrator; Queensland Symphony Orchestra, John Farnsworth Hall) (1954; ABC recording)[1]